# 光明星3号2号機
光明星3号2号機（クァンミョンソンさんごうにごうき、광명성 3호 2호기）は、朝鮮民主主義人民共和国（北朝鮮）が2012年に打ち上げ、確認されている中では初めて衛星軌道への投入に成功した人工衛星（地球観測衛星）である。光明星シリーズの4機目の人工衛星である。

## 打ち上げ
世界時2012年12月12日0時49分46秒（日本時間および平壌時間同日9時49分46秒）、北朝鮮の東倉里にある西海衛星発射場から、銀河3号によって打ち上げられ、9分27秒後の0時59分13秒に軌道に投入された。なお、打ち上げは北朝鮮の最高指導者金正恩第一書記が衛星管制総合指揮所を訪れ、直接指揮したとされている。
銀河3号から分離した3つの飛翔体は、それぞれロケット第1段、ペイロードフェアリング、ロケット第2段と考えられており、黄海、東シナ海、フィリピン東方沖の事前に予告された海域に落下したと見られている。
| 時刻 (JST) | 出来事                                                              |
| ---------- | ------------------------------------------------------------------- |
| 09時49分   | 46秒、銀河3号が西海衛星発射場から発射。                             |
| 09時51分   | アメリカ軍の早期警戒衛星が発射を感知。SEWが日本政府に届く。         |
| 09時51分   | 韓国軍のイージス艦が発射を探知。                                    |
| 09時52分   | ロケット第1段エンジン燃焼終了。燃焼時間2分40秒。                    |
| 09時53分   | 白翎島上空を通過。                                                  |
| 09時54分   | 自衛隊が航跡を確認。                                                |
| 09時54分   | エムネットで日本全国の自治体に発射の第1報を配信。                   |
| 09時55分   | Jアラートで沖縄県の41市町村に速報を配信。                           |
| 09時58分   | ロケット第1段が辺山半島の西138kmの黄海に落下。                      |
| 09時59分   | 13秒、光明星3号2号機が軌道投入。                                    |
| 09時59分   | ペイロードフェアリングが朝鮮半島の南西約300kmの東シナ海に落下。     |
| 10時01分   | 先島諸島上空を通過。                                                |
| 10時05分   | ロケット第2段がフィリピンの東約300kmの太平洋に落下。                |
| 11時20分   | 北朝鮮の朝鮮中央通信が衛星の打ち上げと軌道投入の成功の第1報を放送。 |

### 打ち上げまでの経緯
朝鮮宇宙空間技術委員会は、12月1日に12月10日から12月22日の間に、銀河3号を用いて光明星3号を東倉里にある西海衛星発射場から打ち上げると予告した。なお、このロケットと人工衛星の名称は、前回の2012年4月に行われた発射実験の時に使われたロケットと人工衛星の名称と同じである。また、12月1日にIMO（国際海事機関）、12月3日にはICAO（国際民間航空機関）に、銀河3号の部品の落下予測海域を事前通告し、前回の発射とほぼ同じ飛行経路をたどることが判明した。
これに対して日本政府は、発射された飛翔体が万が一日本領土に落下する場合に備えるために、森本敏防衛大臣同1日夜に破壊措置準備命令を発令し、12月7日に破壊措置命令を発令した。これを受けて海上自衛隊は、東シナ海と日本海にイージス艦3隻（こんごう型護衛艦のこんごう、みょうこう、ちょうかい）を展開させ、航空自衛隊は首都圏と沖縄県の合わせて7箇所にパトリオットミサイルを展開させた。
また、韓国海軍も保有するイージス艦の全数となる世宗大王級駆逐艦の3隻を出動させて警戒と情報収集にあたり、アメリカ海軍も、アーレイ・バーク級ミサイル駆逐艦3隻（ベンフォード、フィッツジェラルド、ジョン・S・マケイン）とタイコンデロガ級ミサイル巡洋艦1隻（シャイロー）の合計4隻のイージス艦と、ミサイル追跡艦オブザヴェーション・アイランドを黄海等に展開させた。アメリカ空軍は弾道ミサイル監視機コブラボールを飛行させて、警戒と情報収集にあたった。
しかし12月8日に朝鮮宇宙空間技術委員会は「発射時期を調節する問題を慎重に検討している」として発射の延期を示唆し、12月10日になって朝鮮中央通信は、朝鮮宇宙空間技術委員会報道官の談話を引用する形で、1段目の操縦発動機（エンジン系統）に欠陥が発見されたと発表し、打ち上げ予告期間を12月29日まで延期したと伝えていた。
また、12月11日には韓国政府関係者が、北朝鮮はミサイルを解体している模様と発表し（発射後に大韓民国国防部報道官が発表の存在自体を否定）、日韓のメディアは発射が延期されたと見ていた。銀河3号の修理が完了して発射されるまでに時間がかかる可能性についても報道されていた。このため、その翌日の打ち上げは意表を突かれた形となった。

### ロケットの飛行経路
銀河3号は発射場から真南に、すなわち初期飛行方位角90度で打ち上げられた。
初期飛行方位角を軌道傾斜角と同じ97.4度（真南から西に7.4度）とすると、人口密集地である中国沿岸部上空を通過することになり、正常飛行した場合でもフェアリングが、トラブルが起きた場合にはそれに加えてロケット本体が、地上に落下して被害を出すおそれがある。これを避けるため、先島諸島など比較的人口の少ない地域の上空を通過して真南へ飛行したのち、第3段で西へ向かって斜めに加速することにより軌道傾斜角を7.4度変更したと考えられている。ロケット3段目から搭載物（衛星）の切り離しが、通常の衛星の切り離しより早かったとする報道もある。
このようにロケット上昇中の飛行経路を曲げることはドッグレッグ・ターンと呼ばれている。日本などの成熟した技術を持つ国の打ち上げでは飛行経路上の人口密集地域や重要施設を避けるために一般的に行われている操作だが、実施には高度な誘導技術が必要不可欠である。

### 打ち上げ日時について
打ち上げ日時は、後述する通り北朝鮮が事前に通告した範囲の日付である。2012年は、北朝鮮を建国した金日成の生誕100周年であり、また12月は、前年に金正日の死亡した月であり、後継者の金正恩が朝鮮人民軍最高司令官に就任した月である。また、北朝鮮外務省報道官は、衛星の打ち上げを「金正日総書記の遺訓であり、経済建設と人民生活の向上のために行った」と説明した。このため、12月中の打ち上げは、4月の1号機の失敗を踏まえ、国内外に北朝鮮のスローガンである強盛大国を、現政権において示す狙いがあったと考えられている。
また、12月19日には韓国大統領選挙が控えているが、大統領選挙の直前には北朝鮮が通称「北風」と呼ばれる軍事的行動を起こす場合があり、今回もそれを狙った可能性がある。
さらに、韓国は羅老ロケットによる人工衛星自力打ち上げを2度失敗したのち、3号機（技術援助しているロシアとの契約により、成否にかかわらず最終機となる）の打ち上げを10月26日・11月29日の2度に渡って技術的問題で延期しており、これに先んじて人工衛星自力打ち上げを達成することにより、ロケット・ミサイル技術における優位を誇示する狙いもあったと考えられている。

### ロケットの残骸の回収
発射翌日の2012年12月13日に、韓国軍が黄海上で、落下予測地点に落下した銀河3号の1段目の燃料タンクと見られる、「河（ハ・하）」とハングルで書かれた直径約1.6メートルの円筒形の残骸を発見した。一旦は水深80mの海底に水没したが、14日午前に韓国海軍の潜水艦救難艦「ASR-21 清海鎮」と海難救助隊(SSU)所属の潜水士により回収に成功した。その後アメリカの専門家と共に残骸の分析に当った。（分析結果については銀河3号を参照）

## 光明星3号2号機

### 北朝鮮初の人工衛星
光明星3号2号機は、北朝鮮が軌道投入に成功した初の人工衛星と考えられている。北朝鮮はこれまでに、光明星3号1号機を除く全ての光明星シリーズを衛星軌道に乗せたと発表しているが、NORAD（北アメリカ航空宇宙防衛司令部）などは、いずれの打ち上げにおいても該当する軌道上には衛星が確認できず、軌道投入は失敗したとみられるとしていた。
しかし、今回の打ち上げでは、NORADは光明星3号2号機と、それに付随するスペースデブリの計4物体が衛星軌道に到達し、人工衛星となったことを確認したと発表した。さらに、NORADは物体にKMS3-2という固有の名称をつけた。これにより、正式に北朝鮮の打ち上げた物体が人工衛星であることを認めた形となった。
また、韓国国防部も、人工衛星が軌道を正常に周回していると述べた。
これにより、北朝鮮は人工衛星自力打ち上げ能力を有する10番目の国、人工衛星を保有する75番目の国・組織になった。

### 性能
光明星3号2号機は、以下の5つを目的とする地上観測用のカメラやセンサーを搭載した地球観測衛星であると発表されている。
- 森林資源の分布状況調査
- 自然災害の程度調査
- 穀物予定収量の判定
- 気象予報
- 資源探査

光明星3号2号機は大きさは約1.4×0.6×0.7mの直方体で、重量は100.0kgである。もし外国報道陣に公開された事のある1号機と同型である場合、衛星のサイズは約1×0.5×0.5mの直方体である。設計寿命は2年。名称は、北朝鮮の元指導者金日成が作詩したとされる漢詩の一節に由来している。
地上観測カメラの解像度は100mクラス（直径100m程度の物体を発見可能）と考えられている。これは他国の運用する地球観測衛星と比較すると1～3桁低い精度で、韓国科学技術院の方孝忠は「（宇宙先進国の）大学生が作ったものよりややましな程度」であると表現している。
前述の通り、打上げ直後の楕円軌道から目標とする高度500kmの円軌道への軌道調整は行われておらず、また衛星からの通信電波の発信も確認されていないなど、軌道到達後の運用には問題が生じているとみられる。仮に画像を撮影することができたとしても、このような悪条件下で撮影されたデータから、高解像度化技術の蓄積を持たない北朝鮮が軍事的に有用な解像度の画像を取得することは困難であると考えられる。ハーバード・スミソニアン天体物理学センターのジョナサン・マクドウェルは、光明星3号2号機からの信号が12月17日現在でいまだ確認されておらず、また人工衛星の姿勢が安定せず不規則な回転をしていることを示す、太陽光の反射による不規則な点滅をすることから、光明星3号2号機は稼働していない可能性が高いとしている。ただし、この高度から衛星が落下するには数年かかるとみられている。

### 軌道要素

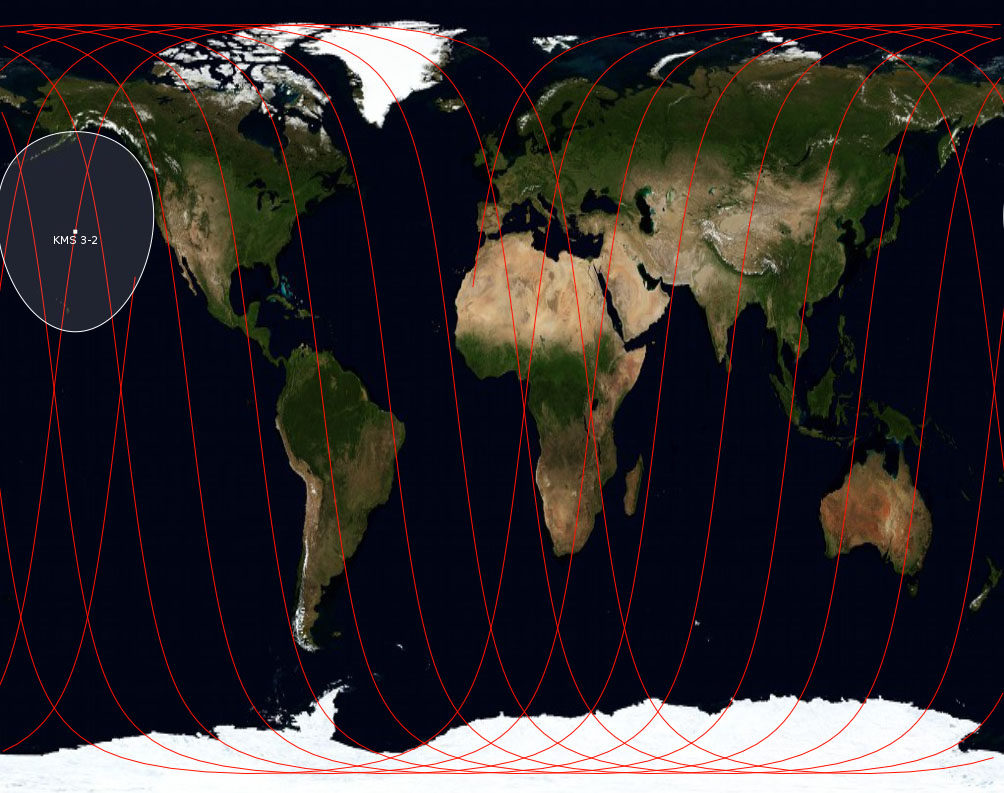
光明星3号2号機の2012年12月14日の地上に対する軌跡。

光明星3号2号機は、軌道傾斜角97.4度、近地点494km、遠地点588kmの太陽同期軌道を7.66km/sの速度で95分27秒で一周していると見られる。近地点499.7km、遠地点584.18km、近地点505km、遠地点588kmの説もある。いずれの説を取るにせよ、上層大気の抵抗を軽減して軌道を安定化させるのに十分な近地点高度を達成しており、比較的長期間（少なくとも数年）軌道に留まると考えられている。
光明星3号2号機の国際衛星識別符号は2012-072A、衛星カタログ番号は39026である。また、NORADは国際衛星識別符号のほか、KMS3-2という固有名詞を用いている。
ほぼ同じ軌道を付随するデブリ3つが周回しており、これらはロケット第3段や、ロケットと衛星を接続していた分離機構であると考えられている。
KAIST（韓国科学技術院）は14日、光明星3号2号機は軌道を正常に周回しているが、今の技術ではこれ以上追跡できないとして、追跡を諦めた。韓国国防部は追跡をあきらめないとのことだが、後述のように光明星3号2号機は通信用電波を発信できていないと考えられるため、追跡は容易ではない。
2023年、アメリカ宇宙司令部と北アメリカ航空宇宙防衛司令部の国際衛星情報を提供するウェブサイトは、2023年現在もなお光明星3号2号機の軌道を確認していることを明らかにしている。ただし、衛星の機能は既に「死んでいる」ものとして扱われている。

## 銀河3号による軌道投入成功とICBM関連技術との関係
北朝鮮が今回の打ち上げでブースター3段目の切り離しに成功し、人工衛星を予め設定した軌道に投入する技術を確保したことは、予め設定した地点にICBM（大陸間弾道ミサイル）の弾頭を落下させる技術と直結している。国際連合安全保障理事会が平和利用か否かに関わらず北朝鮮のロケットの発射を禁止しているのはこの事情が背景にある。ただし、ICBMは人工衛星とは異なり、一度宇宙に上がった弾頭が再び大気圏に再突入しなければならない。再突入の際、ICBMは最大でマッハ20の速度に達し、表面が6000℃から7000℃まで加熱される。この高温高圧に耐えるノーズコーンは、衛星打ち上げ用のペイロードフェアリングとは全く異なり、より高度な技術が必要となる。
発射直後の段階では、複数の当局者・識者・報道機関が、北朝鮮がこの発射で弾道ミサイル技術を高度に進展させ、ICBM技術が完成に近づきつつある事を認めているが、未だ完成されたICBM技術やICBMに搭載される核弾頭の保有には至っていない事を分析している。
例えば、日本の柳沢協二元内閣官房副長官補（安全保障・危機管理担当）は、北朝鮮が技術的に保有する事ができる現時点の弾道ミサイルの推力と、北朝鮮が入手し得るパキスタンの核弾頭の小型化技術（1トン程度）を推測すると、未だアメリカに核弾頭を搭載した弾道ミサイルを到達させる事はできないと分析している。また財団法人未来工学研究所の稗田浩雄理事は、北朝鮮がICBM用のノーズコーンの技術を確保する事について、弾道ミサイル技術で協力し得るイランがこの技術を保有していないため、北朝鮮が現時点でこの技術を確保する事は難しいと分析している。発射同日の12月12日付のニューヨーク・タイムズは、北朝鮮の弾道ミサイル技術に対するアメリカ政府高官の「アメリカへの脅威ではない」とする評価と、ロッキード・マーチン社関係者の「赤ん坊の衛星打ち上げ機」とする評価を掲載している。韓国国防部は12月13日時点で、北朝鮮がこの発射成功により射程1万kmの弾道ミサイル技術を確保しつつあると分析している。
松浦晋也は北朝鮮が太陽同期軌道への人工衛星の投入に成功したことを「予想より高度だった」としながらも、ICBM技術の確保については、大気圏再突入技術の確保の観点から「完成にはほど遠い」としている。
発射直前には、「国籍の不明のミサイル専門家が極秘に訪朝して弾道ミサイルに関する技術指導を行っていた事」と、「2012年7月にウクライナで北朝鮮のスパイ2名が弾道ミサイルの燃料供給装置や液体燃料エンジン関連の極秘文書を入手しようとして逮捕され、その後懲役8年を宣告されていたこと」が報道されていた。

## 打ち上げ後の各国・機関の反応
北朝鮮が開発・製造するロケットは、北朝鮮の弾道ミサイル・核開発計画と表裏一体の存在であると国際社会からみなされている事から、かねてから国際連合安全保障理事会決議1718と決議1874で発射しないよう強く要求されていた。このような状況で発射が強行されたことから、発射後すぐに、日本、アメリカ、韓国、国際連合安全保障理事会議長国のモロッコ等は、銀河3号ロケットを用いた光明星3号2号機の打ち上げが決議1718と決議1874に違反する行為であるとする立場をとった。
その後は安保理での制裁・非難決議の採択を目指して各国間で交渉が続けられ、2013年1月23日に北朝鮮に対する追加制裁を明記した決議2087が全会一致で採択された。
また、日本政府は、国内向けには「事実上のミサイル」という表現で銀河3号がミサイルであると断定する主張を行っている。日韓の主要メディアは、国内向けには「ミサイルの発射」や「大陸間弾道ミサイル級ミサイル技術の確保」として報道している。
 国際連合
日本時間12月13日未明に行われた国連安保理での緊急会合後に、議長国のモロッコのルリシュキ国連大使は、発射が過去の決議1718と決議1874に対する「明白な違反」に当たると指摘し、発射を非難するプレス声明を発表した。国連安保理は2013年1月23日に、北朝鮮に対する追加制裁を明記した決議2087を全会一致で採択した。決議では今回の発射が決議1718と決議1874に違反する発射であり、北朝鮮が新たなミサイル発射や核実験を行った場合には「重大な措置」を講じると警告した。また、これまでの制裁対象に加えて、新たに朝鮮宇宙空間技術委員会等の6団体とペク・チャンホ衛星制御センター長ら4名の個人を海外資産凍結や海外渡航禁止の制裁対象に追加した。
 北大西洋条約機構
アナス・フォー・ラスムセンNATO事務局長は、「今回の挑発的行為によって地域の緊張が増幅され、朝鮮半島がさらに不安定化する恐れがある」と指摘した上で、「NATOは引き続き北朝鮮当局に対し、国際法に基づいた義務を履行するよう求める」と表明した。
 アゼルバイジャン
アゼルバイジャンは、12日の国連安全保障理事会緊急会議で、新たな制裁決議が必要との意思をはっきり示した。
 アメリカ合衆国
発射同日中にNORADは、北朝鮮が人工衛星の軌道投入に成功したと見られる事を発表した。ホワイトハウスは発射の4時間後に「国際社会は協調して、国連安保理違反には結果がともなうことを北朝鮮に明確に伝えなければいけない」との声明を発表し、国連安保理による追加制裁を求めた。スーザン・ライス国連大使は日本時間12月13日未明に行われた国連安保理での緊急会合後、記者団に対して「北朝鮮に対し、決議違反には結果が伴うとの明確なメッセージを送るため、安保理メンバーが一致して対応しなければならない」と話した。
レオン・パネッタ国防長官は、発射について「あからさまな挑発行為」だと非難し、もし北朝鮮がアメリカに向けてミサイルを発射したとしても、アメリカ軍は迎撃できると確信していると強調した。
 イギリス
マーク・ライアル・グラント国連大使は、国連安保理が「北朝鮮の挑発に強硬な態度を取るべきだ」と語った。
 イラン
国際社会の大半の国から発射を非難される中、イランは12日、人工衛星を搭載したロケットの発射成功に対して北朝鮮に祝電を送った。さらにCNNによるとイランの軍高官は、発射成功に歓迎を表明したと伝えた。北朝鮮がイランやパキスタンに技術を売り込めるためとしている。一方でイラン外務省のラスール・モハージェルアジア太平洋局長は、北朝鮮への開発技術などの軍事的支援について「いかなる軍事的な関係もない」と明確に否定した。イランはロケット・ミサイル分野において、公式には否定しているものの、北朝鮮と密接な技術協力を行っていると広く考えられており、イランが次世代ロケットとして開発中のシムルグは銀河2号及び3号と外見が酷似していることが知られている。
 インド
インド外務省は、北朝鮮の「不当行為」は、朝鮮半島の平和と安定性に悪影響を及ぼし、決議1874に違反したロケット発射を懸念しているとする声明を発表した。
 カナダ
ジョン・ベアード外相は、「北朝鮮の挑発的な弾道ミサイル実験を明確に非難する」との声明を出し、北朝鮮の行動は国連安保理決議で定められた国際的義務の順守を拒否する意思であると強く非難した。
 韓国
発射同日に金星煥外交通商相は「北朝鮮はこれについて厳重な責任を負わなければならない。北朝鮮は今回の発射によって、国際社会からよりいっそう孤立するだろう」との声明を発表した。
ロケット「羅老」の打上げを成功させる事でイランに次ぐ10番目の人工衛星発射成功国を目指していた韓国では、北朝鮮に先を越されたことで国内に屈辱感が満ち溢れたとされている。これを、ソ連がアメリカに先んじて世界初の人工衛星スプートニク1号を打ち上げた際の反応に倣い、「韓国版スプートニク・ショック」とする報道もある。韓国のロケット技術は北朝鮮に5年から7年も遅れているとの報道もなされた。羅老によるSTSAT-2Cの打ち上げの成功は、約1ヶ月半後の2013年1月30日であった。ただし、今回の発射はロシアとの共同開発であり、韓国が純粋に関わった部分は多くない。純粋な韓国製のロケットについてはKSLV-2の打ち上げが2022年6月21日に成功し、自力で衛星の打ち上げが可能な7番目の国になった。
 北朝鮮
北朝鮮は、銀河3号打ち上げから約1時間半後の11時20分すぎ（平壌時間および日本時間）、朝鮮中央通信で、光明星3号2号機の打ち上げと軌道投入に成功したと報道した。また、朝鮮中央放送も正午過ぎから特別放送で同様の内容の放送を行った。いずれも4月の1号機失敗の報道より早い。
また、朝鮮中央通信は北朝鮮外務省のスポークスマンの声明を引用する形で「宇宙の平和利用の権利は、国連安保理があれこれ言える問題ではない」と報道し、朝鮮中央テレビは放送の中で「宇宙を平和目的のために利用する独自の権利を完全に行使することによって、わが国の科学、技術、経済の発展における偉大な転換をなし遂げた」と述べた。12月13日に朝鮮中央通信は、12日の朝に金正恩第一書記が衛星管制総合指揮所を訪れて「最終命令」を下して発射に踏み切った事を発表した。
2013年1月1日に金正恩は、19年ぶりとなる「新年の辞」を放送した。その中で、ミサイル発射の意義を強調した。
 グアテマラ
グアテマラは、12日の国連安全保障理事会緊急会議で、新たな制裁決議が必要との意思をはっきり示した。
 中華民国（台湾）
馬英九中華民国総統は、北朝鮮の行動は非常に賢明な行動ではないと不満を表明した。
 中国
中国政府当局は「遺憾の意」を表明したものの、李保東国連大使は12日の国連安全保障理事会緊急会議で、「朝鮮半島の緊張を高める行動はとるべきではない」と新たな制裁決議に反対し、「4月と同じような安保理の対応」を要求した。4日に洪磊外交部報道官が北朝鮮を名指しで「慎重に行動すべきだ」と自制を強く求めたのを無視したため、何らかの対応には賛成だが、新たな制裁の枠組み導入には反対した形となる。なお、環球時報や新華社などの中国国営メディアは発射を強く非難した。
 日本
4月の打ち上げでは日本政府の対応の遅れが非難されたが、今回の打ち上げでは約2分後に配信されたアメリカ軍の早期警戒衛星の情報(SEW)を元に、発射から約5分後にエムネットを通じて全国の自治体に通達が行われた。航路が確認されたのは9時54分であり、その1分後にJアラートで沖縄県の41市町村に速報がなされた。打ち上げから約12分後、Jアラート速報から約6分後の10時1分（日本標準時）に、銀河3号は宮古島と石垣島の間の上空を、弾道ミサイル防衛システムの射程外の高度で通過した。事前に展開していた自衛隊のイージス艦やパトリオットミサイルは、飛翔体が日本領土へ落下する恐れがなかったことから迎撃措置を行わず、森本敏防衛大臣は同日中に破壊措置命令を解除して部隊の撤収作業に入った。
藤村修内閣官房長官は、発射から約30分後の記者会見で「今回、北朝鮮が発射を強行したことは、極めて遺憾であり、わが国として容認できるものではなく、北朝鮮に対して、厳重に抗議をいたします。」と述べた。
発射同日に野田佳彦内閣総理大臣は「国際社会と連携をしながら、厳しく対応してまいりたいと思います」との声明を発表した。日本時間12月13日未明に行われた国連安保理での緊急会合後に、西田恒夫国連大使は記者団に対して「制裁を含む新たな措置が適切だ」と話した。
 フランス
ジェラール・アロー国連大使は、「遅かれ早かれ決議を採択するのは理にかなっている」と述べた。
 ブルガリア
ブルガリア外務省のスポークスマンは、北朝鮮が国際社会の訴えを公然と無視して発射に踏み切ったことについて強い懸念を表明した。
 ロシア
ロシア外務省は、「国連安保理決議に違反している。国際社会の意見に反して発射したことは深い遺憾」と批判する声明を出した。ロシア政府は4月の1号機発射の際には「安保理決議違反」や「深い遺憾」という表現を避けていた。